# St-Martin (Attainville)

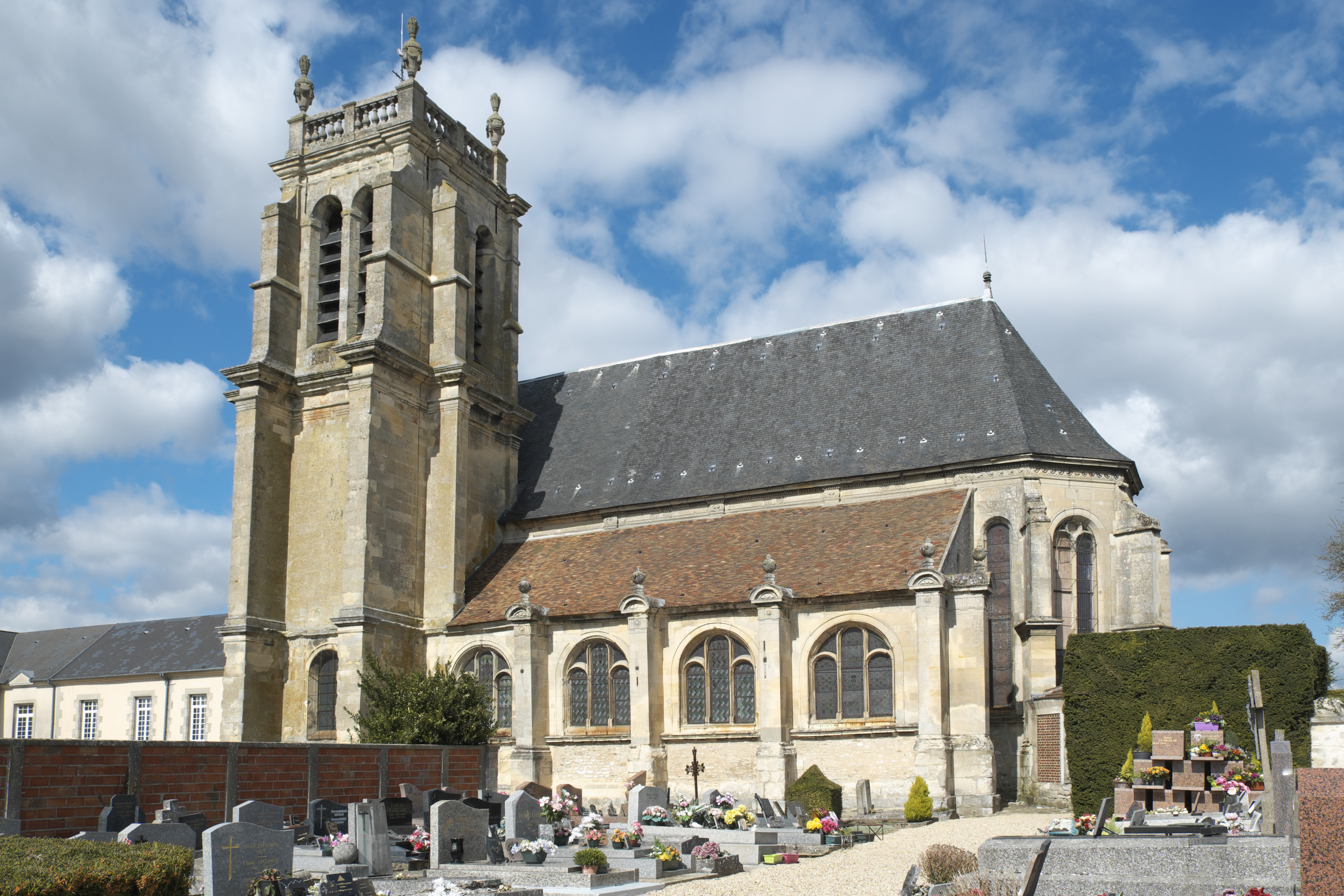
Kirche Saint-Martin in Attainville

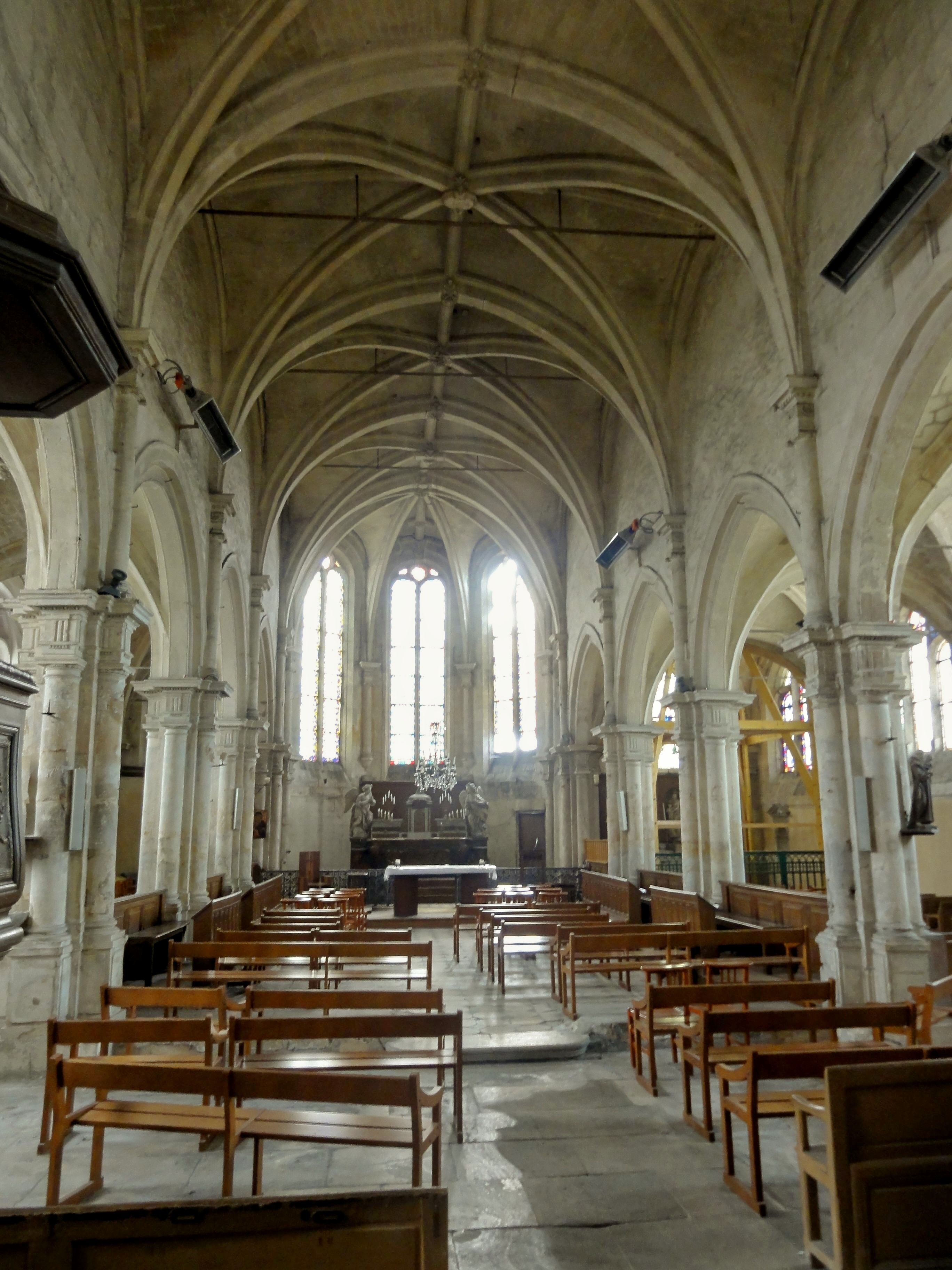
Innenansicht

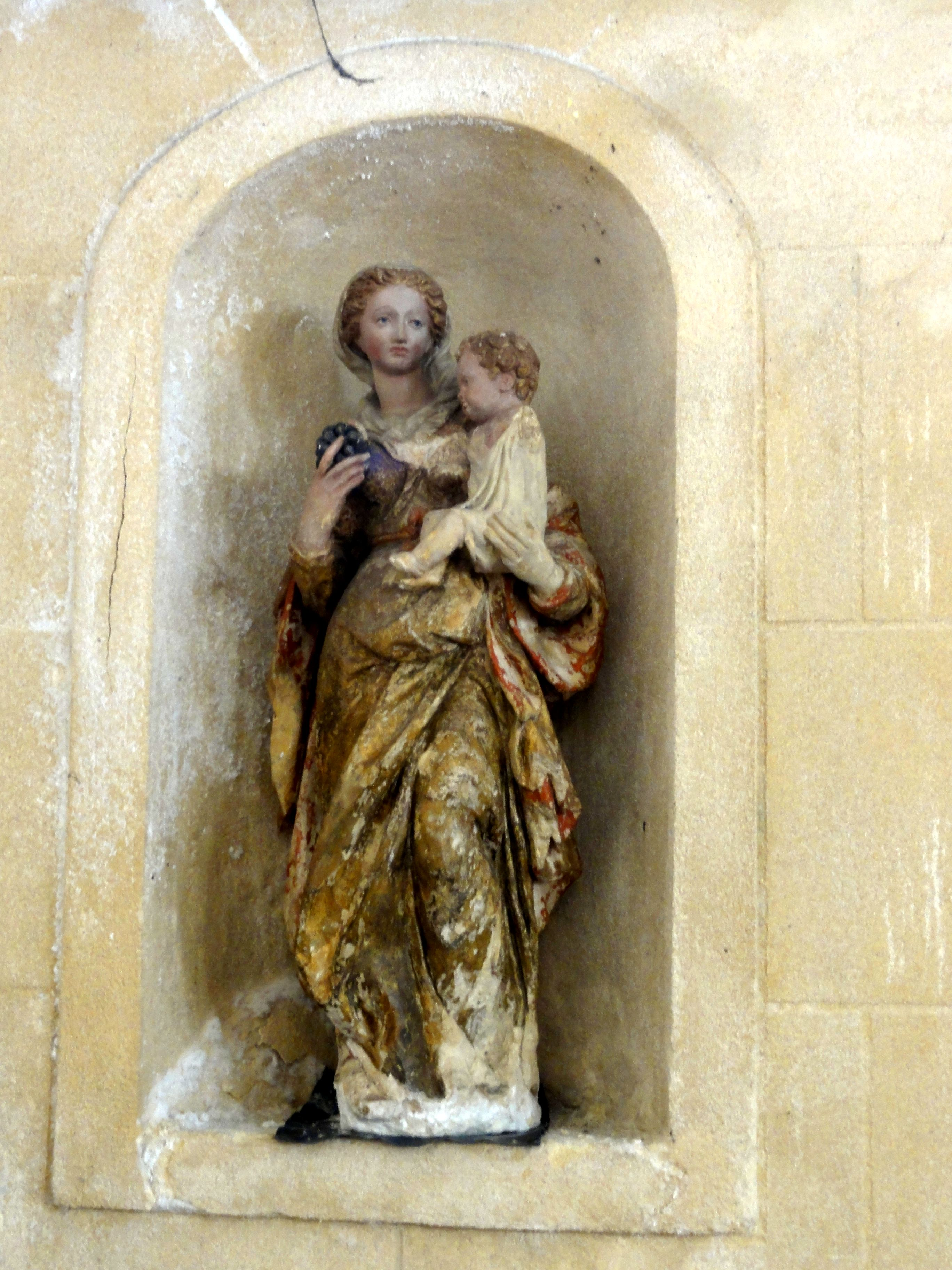
Madonna mit Kind aus dem 16. Jahrhundert

Die römisch-katholische Pfarrkirche St-Martin in Attainville, einer französischen Gemeinde im Département Val-d’Oise in der Region Île-de-France, wurde im 16. Jahrhundert errichtet. Das Bauwerk steht seit 1912 als Monument historique auf der Liste der Baudenkmäler in Frankreich.

## Geschichte
Die dem heiligen Martin geweihte Kirche wurde nach Plänen des Architekten Nicolas de Saint-Michel 1574 bis 1576 im Stil der Renaissance erbaut. In den Jahren 1667 bis 1682 wurde der Glockenturm hinzugefügt und im 19. Jahrhundert erfolgten Umbauten. Die Kirche wurde aus dem regionalen Kalkstein errichtet.

## Beschreibung
Die dreischiffige Pseudobasilika besitzt ein Langhaus mit fünf Jochen und einen polygonalen Chor. Die Breite des Kirchenschiffs ist nicht gleichmäßig. Es wird von einem Kreuzrippengewölbe gedeckt. Der Glockenturm steht am ersten Joch der Südseite. Die Sakristei wurde später an der Südseite des Chors angebaut. Über dem Rundbogenportal an der Westseite ist ein hohes dreigliedriges Bleiglasfenster eingefügt. Zwei weitere Eingänge befinden sich an der Westseite des Kirchenschiffs. Der mächtige Turm besitzt einen eigenen Zugang an der Westseite. Der Chor wird von hohen Rundbogenfenstern durchbrochen.

## Ausstattung
- Madonna mit Kind aus dem 16. Jahrhundert
- Grisaillefenster vom Ende des 16. Jahrhunderts
- Bleiglasfenster mit der Darstellung des heiligen Martin aus dem 19. Jahrhundert
- Grabplatte für Ydoine d’Attainville, gestorben 1285